# Jambers
Jambers was een Vlaamse reportagereeks die van 1991 tot 1998 werd uitgezonden door de commerciële tv-zender VTM. Het programma werd gepresenteerd door en is genoemd naar journalist Paul Jambers.

## Het programma
In Jambers zette televisiemaker en journalist Paul Jambers wekelijks excentrieke personen of opvallende subculturen in de kijker. Hij zocht de geïnterviewden steeds zelf op en volgde ze vervolgens met een camera. Dit leverde vaak unieke beelden op en een inzicht in soms obscure onderdelen van de samenleving. Het programma kon rekenen op hoge kijkcijfers, hetgeen Jambers de bijnaam "Pieken Paultje" opleverde. Maar de reportages kregen ook kritiek. Zo werd het programma soms beschouwd als een vorm van riooljournalistiek of sensatiezucht. Televisieregisseur Jan Eelen zei in 2009 dat Jambers "leefde van de miserie van anderen".

## Invloed
Twee ex-researchers voor Jambers, Luk Alloo en Desiré Naessens, de broer van Jambers' echtgenote Pascale Naessens, zijn sterk door Jambers' persoonlijke interviewstijl beïnvloed.

## Parodieën
Jambers vormde voor veel komieken en satirici een onweerstaanbaar doelwit. De combinatie tussen de excentrieke personen in zijn programma en Jambers' ruige uiterlijk (stoppelbaard, lederen jas) en neutrale, rasperige vertelstem werden vaak geparodieerd. De bekendste persiflage was Chris Van den Durpel's typetje Paul Schampers. Ook in de Suske en Wiske-verhalen van Marc Verhaegen dook vanaf het album De stervende ster een sensatiegeile reporter in leren jas op die "Pol Ampers" heette. Jambers verscheen ook als virtuele karikatuur in de Nederlandse animatieserie Café de Wereld en als getekende karikatuur in de stripreeks De Geverniste Vernepelingskes.

## Succes
Het programma werd begin jaren 90 uitgezonden en had door zijn hoge kijkcijfers een belangrijk onderdeel in de groeiende populariteit van de toen pas opgerichte commerciële zender VTM. Paul Jambers, die zijn carrière nochtans bij de BRT begonnen had, werd zo een van de bekendste gezichten van de nieuwe zender.
Humo-journalist Rudy Vandendaele noemde Paul Jambers in zijn kritische rubriek Dwarskijker ooit "Pieken Paultje", verwijzend naar de kijkcijferpieken van Jambers.
Bepaalde reportages zijn ook meer blijven hangen dan andere. Zo is de reportage rond Boer Charel (echte naam: Karel Declerck) erg bekend geworden. De landbouwer woonde alleen in een onhygiënische woning vol met katten en groeide na de tv-uitzending van Jambers uit tot een Bekende Vlaming. Hij zou nog enkele keren opdraven in programma's op de commerciële zender VTM. In februari 2013 overleed hij.
Vanaf 1993 werd het programma in Nederland op RTL 4 uitgezonden. Jambers won in België ook drie Gouden Ogen.

## Opvolging
In 1999 bedacht Paul Jambers' productiehuis De Televisiefabriek een nieuw format: Jambers Magazine. In dat programma kwamen meerdere, kleine reportages aan bod. Jambers verzorgde de inleiding en voice-over, maar liet de reportages over aan anderen. Vanaf 2001 kwam Jambers met Jambers.doc op de proppen. In dat programma kwamen er terug lange reportages aan bod. Van 2002 tot 2003 blikte Jambers in Jambers, 10 jaar later terug op de originele reportagereeks.
Vanaf eind 2004 presenteerde Jambers ook De Reporters, een reeks waarin Desiré Naessens en Chris Michel de reportages verzorgden. In die reeks werd onder meer een bezoekje gebracht aan de aan lager wal geraakte acteur Walter Michiels, beter bekend als Pico Coppens uit de tv-serie F.C. De Kampioenen.
In januari 2012 bracht Jambers het programma Jambers, het leven gaat voort uit.